# Idiopappus
Idiopappus là một chi thực vật có hoa trong họ Cúc (Asteraceae).

## Loài
Chi Idiopappus gồm các loài: